# Ulica Wesoła w Żywcu
Ulica Wesoła w Żywcu – ulica w żywieckiej dzielnicy Zabłocie.
Na odcinku od granicy miasta na potoku Kalonka do ronda im. Michała Caputy przy moście na Sole ulica Wesoła pozostaje częścią drogi wojewódzkiej nr 945. Na pozostałym odcinku posiada kategorię drogi gminnej. Ulica posiada również boczną odnogę zlokalizowaną w pobliżu Zakładu Energetycznego.

## Historia
Nazwa ulicy nawiązuje do działającego tu od 1903 domu publicznego prowadzonego przez Rudolfa Rosenthala, którego klientów stanowili przed wszystkim członkowie miejscowego garnizonu wojsk austriackich. 2 kwietnia 1919 Rada Gminy Zabłocie podjęła uchwałę o likwidacji domu publicznego z uwagi na „szerzenie się między młodzieżą na Zabłociu nierządności”. Odwołanie od tej decyzji skierowane do Starostwa Powiatowego zostało złożone przez właściciela agencji, jak również członków polskiej jednostki wojskowej, którzy argumentowali swój protest koniecznością korzystania z usług seksualnych świadczonych przez kobiety niepodlegające kontroli lekarskiej. Pomimo tego lokal został zamknięty i opieczętowany przez władze gminne. W 1922 na miejscu domu publicznego powstał budynek pralni chemicznej, której właścicielem został Brunon Rosenthal, syn Rudolfa. Maszyny do uruchomienia zakładu zostały pozyskane na mocy darowizny w ramach prezentu ślubnego ofiarowanego przez właściciela wytwórni wódek i likierów Wilhelma Glasnera, zatrudniającego jego żonę Romę Trefenburn.
W połowie XIX wieku pomiędzy współczesnymi ulicami Wesołą i Dworcową została zbudowana Synagoga Tempel, natomiast w 1857 w sąsiadującym z nią budynku uruchomiona została „Prywatna Szkoła przy Gminie Wyznaniowej w Zabłociu ad Żywiec”, stanowiąca żydowską szkołę powszechną. Synagoga wraz z pobliskimi zabudowaniami została wyburzona przez hitlerowców w latach 1940–1943, a na miejscu zachowanego budynku dawnej szkoły żydowskiej powstała później nowa siedziba Zespołu Szkół Budowlano-Drzewnych.
Przy ul. Wesołej funkcjonowała cegielnia miejska pod nazwą „Miejska Fabryka Cegieł i Dachówek”. W 1932 na terenie zakładu powstała elektrownia miejska, wybudowana kosztem 587 tysięcy złotych. Elektrownia dysponowała generatorem prądotwórczym o napędzie parowym realizowanym przez dwie maszyny. W 1945 powstała tu stacja transformatorowa połączoną z elektrownią kopalni w Czechowicach-Dziedzicach. Budynek cegielni uległ uszkodzeniu w czasie II wojny światowej, w związku z czym 13 kwietnia 1947 rozpoczęto jego odbudowę, a produkcję uruchomiono tu w połowie czerwca 1947. Zakład funkcjonował do 1991.
W 1923 przez Ernesta Wachsmana i Izydora Fabiszkiewicza uruchomiona została Fabryka Dywanów Orientalnych „Persja” (ul. Wesoła 92), zatrudniająca około 100 pracowników. Po 1945 zakład został przejęty przez Spółdzielnię Rękodzieła Ludowego i Artystycznego „Chałupnik” (późniejszą Spółdzielnię „Pilsko”), natomiast po 1989 prowadzenie działalności produkcyjnej w budynku zostało zakończone i uruchomiony tu został skład materiałów budowlanych, zastąpiony następnie przez sklep meblowy, a ostatecznie został w nim urządzony supermarket budowlany.
W okresie okupacji niemieckiej podczas II wojny światowej ulica nosiła nazwę „Bielitzstrasse”. 5 kwietnia 1945 wiadukt kolejowy przebiegający nad ulicą został wysadzony przez wycofujące się oddziały niemieckie. Ruch pociągów na linii do Bielska został przywrócony we wrześniu 1945.
W latach 1962–1965 przy ul. Wesołej 19 wzniesiona została kaplica Zjednoczonego Kościoła Ewangelicznego, użytkowana przez miejscowy zbór do czasu przeniesienia jego działalności do większego obiektu przy ul. Wojsk Ochrony Pogranicza w latach 80. XX wieku.
Ulica Wesoła na odcinku od mostu na potoku Kalonka do skrzyżowania z ul. Dworcową na mocy Uchwały nr 192 Rady Ministrów z dnia 3 grudnia 1985 została zaliczona do przebiegu drogi krajowej nr 94. Stan ten został utrzymany zgodnie z Rozporządzeniem Rady Ministrów z dnia 15 grudnia 1998 r. w sprawie ustalenia wykazu dróg krajowych i wojewódzkich, a jej zarządcę stanowiła Generalna Dyrekcja Dróg Publicznych Oddział Południowy w Katowicach z placówką w Żywcu. Zgodnie z zarządzeniem Generalnego Dyrektora Dróg Publicznych z dnia 9 maja 2000 droga krajowa 94 została przemianowana na drogę krajową nr 69.
22 stycznia 2015 w budynku przy rondzie w ciągu ul. Wesołej dokonano otwarcia restauracji sieci McDonald's, która została poświęcona przez proboszcza parafii rzymskokatolickiej św. Floriana.
27 września 2018 rondo na ul. Wesołej zlokalizowane na skrzyżowaniu z zachodnią obwodnicą miasta oraz mostem na Sole na mocy uchwały Rady Miejskiej otrzymało imię Michała Caputy.

## Obiekty

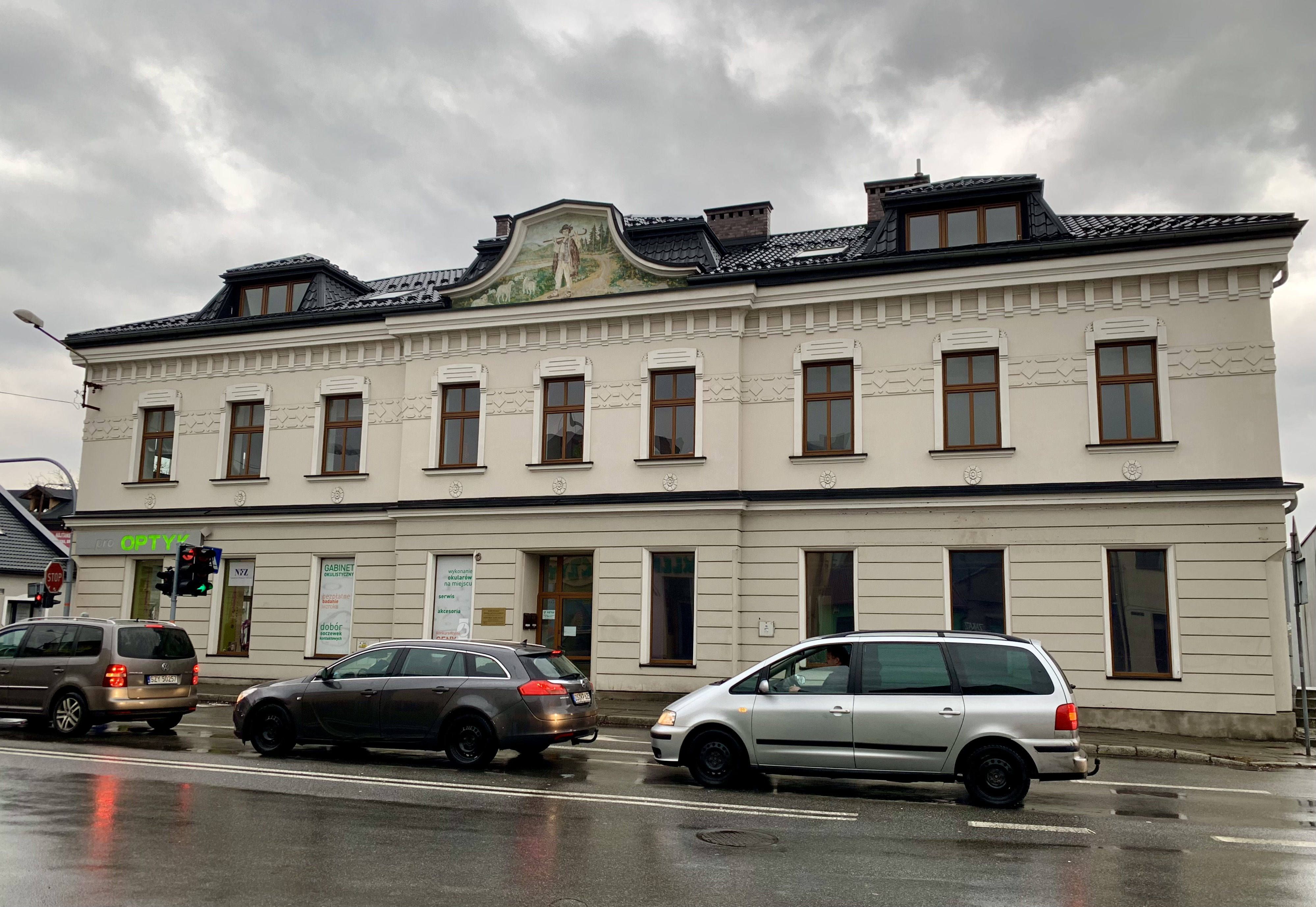
Kamienica „Pod Góralem”

Przy ul. Wesołej 1 zlokalizowana jest kamienica „Pod Góralem” z początku XX wieku, od której nazwy jako „Pod Góralem” określany jest cały rejon skrzyżowania ulic Wesołej i Dworcowej. Na jej fasadzie umieszczone jest malowidło przestawiające górala, wykonane przez malarza o nazwisku Wieczorek, powstałe przed I wojną światową. Ukazana przez niego postać miała uosabiać silny i zdrowy fundament narodu polskiego, który w tamtym czasie dążył do odzyskania niepodległości. W kamienicy mieściła się restauracja prowadzona przez braci Mugona i Maksa Bergerów.
W pawilonie położonym w podwórzu kamienicy „Pod Góralem” znajduje się kaplica należąca do Zboru Kościoła Zielonoświątkowego „Kościół w Drodze”.
Przy ulicy Wesołej 71 mieści się galeria handlowa „Wesoła 71”, gdzie działa centrum ogrodnicze, supermarkety sieci „Biedronka” i „Pepco” oraz pięć innych lokali handlowych i usługowych. Przy ul. Wesołej 89 położony jest supermarket „Lidl”, a w budynku nr 92 funkcjonuje supermarket budowlany „Merkury Market”.

## Komunikacja
Ulicą Wesołą przebiegają linie autobusowe komunikacji miejskiej obsługiwane przez Miejski Zakład Komunikacyjny w Żywcu. W ciągu ulicy zlokalizowane są przystanki „Wesoła CPN”, „Elektrownia” (linie 6, 9, 18), „McDonald's”, „Merkury Market” (linie 6, 9, 11), „Pietrzykowice Skrzyżowanie”, „Pietrzykowice Żwirownia” i „Pietrzykowice PKP” (linie 6, 9).
Przy ulicy funkcjonuje ponadto przystanek kolejowy Pietrzykowice Żywieckie, znajdujący się na linii kolejowej 139. Stacja ta zlokalizowana jest na trasie linii S5 i S75 Kolei Śląskich.